# Ferdinand Runk

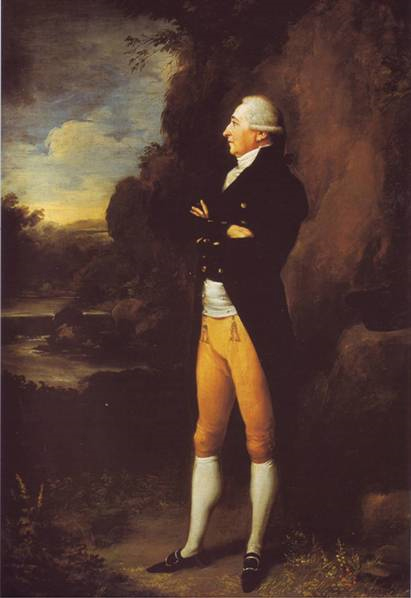
Joseph Bergler der Jüngere: Ferdinand Runk

Franz Ferdinand Runk (* 14. Oktober 1764 in Freiburg im Breisgau; † 3. Dezember 1834 in Wien) war ein deutsch-österreichischer Maler, Zeichner und Radierer.

## Leben und Werk
Ab 1778 studierte Runk an der Akademie der bildenden Künste Wien unter anderem bei Hubert Maurer, Friedrich August und Johann Christian Brand. Schon bald nach Abschluss der Akademie war er sehr erfolgreich, neben Ölgemälden hauptsächlich mit Gouache, seiner bevorzugten Technik. Ab 1795 war er bei Johann von Österreich angestellt, später bei den Fürsten Schwarzenberg und Johann I. von Liechtenstein angestellt. Für sie reiste er unter anderem durch Tirol, die Niederlande, Deutschland und Frankreich, wo er viele Landschaftsansichten malte. Viele seiner Zeichnungen und Aquarelle wurden auch in Stichserien reproduziert.
Im Dienste von Joseph II. von Schwarzenberg (* 1769; † 1833) lebte und arbeitete er vorwiegend in Böhmen, hauptsächlich in Český Krumlov, aber auch in der Steiermark. Zwischen 1803 und 1810 verband ihn eine intensive Freundschaft und Zusammenarbeit mit seiner Schülerin und Förderin Pauline von Schwarzenberg, der Frau Josephs II. Auf den Tod Paulines 1810 folgte eine fast einjährige Schaffenspause.
1811 heiratete Runk die Bedienstete Rosalie Zadlitzová, mit der er zwei Töchter hatte. Er lebte später vorwiegend in Österreich. Trotz seiner großen Popularität waren die Werke Runks nur selten auf Ausstellungen zu finden, darunter auf den Ausstellungen der Akademie der Bildenden Künste 1822 und sehr erfolgreich 1824. Zu seinen hier gezeigten Landschaftsbildern lautete eine zeitgenössische Kritik, Runk habe „… in diesen originellen Leinenbildern durch Vermittlung der Beleuchtung und Farbigkeit, der sich ändernden Form der Vegetation, der Erd- und Wasseroberfläche, die Veränderungen der Natur außerordentlich glücklich ausgedrückt.“
In seinen letzten Lebensjahren wandte er sich vermehrt dem Restaurieren alter Gemälde aus der Sammlung der Schwarzenberger zu. 1834 starb Ferdinand Runk in Wien und wurde in Neuwaldegg begraben. Viele von Runks Arbeiten sind heute im Kupferstichkabinett der Akademie der Bildenden Künste und in der Wiener Albertina zu finden.
In den Sammlungen des Schlosses Český Krumlov befinden sich mehr als 130 Gemälde, die während seines Dienstes im Schwarzenberg entstanden sind.

## Sonstiges

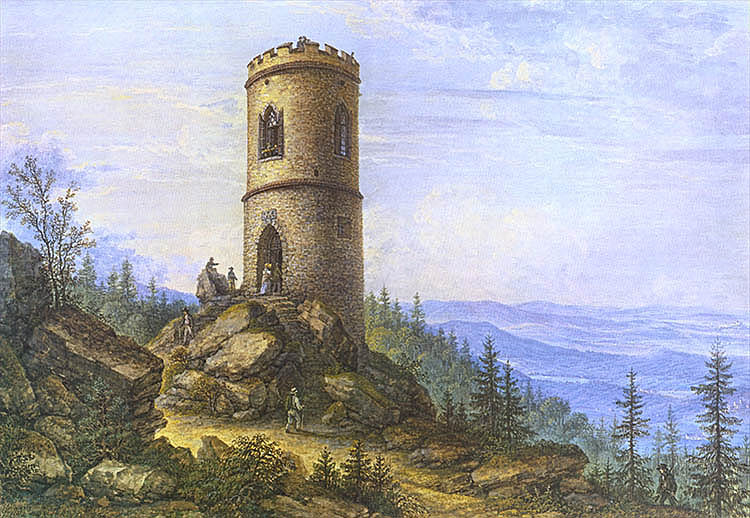
Aussichtsturm auf dem Berg Kleť, Ferdinand Runk, nach dem Jahre 1825

Der Asteroid (4662) Runk wurde auf Vorschlag der tschechischen Astronomin Jana Tichá nach Ferdinand Runk benannt, da Runk 1830 die Aussicht vom Berg Kleť (1038 m n.m.), dem Standort des von ihr geleiteten Kleť-Observatoriums, in einem Panoramaaquarell festgehalten hatte.